# Nephtys glabra
Nephtys glabra är en ringmaskart som beskrevs av Hartman 1950. Nephtys glabra ingår i släktet Nephtys och familjen Nephtyidae. Inga underarter finns listade i Catalogue of Life.